# Bosentan
Bosentan là một chất đối kháng thụ thể endothelin kép được sử dụng trong điều trị tăng áp lự̣̣c động mạch phổi (PAH). Nó được cấp phép tại Hoa Kỳ, Liên minh Châu Âu và các quốc gia khác bởi Actelion Dược phẩm để quản lý PAH dưới tên thương mại Tracleer.
Bosentan có sẵn dưới dạng viên nén bao phim (62,5 mg hoặc 125 mg) hoặc dưới dạng viên nén phân tán cho hỗn dịch uống (32 mg). Các viên nén phân tán nên được phân tán trong một lượng nước nhỏ trước khi dùng.

## Sử dụng trong y tế
Bosentan được sử dụng để điều trị cho người bị tăng áp lự̣̣c động mạch phổi vừa phải và để giảm số lượng loét kỹ thuật số - vết thương hở đặc biệt là ở đầu ngón tay và ít phổ biến hơn ở đốt ngón tay - ở những người bị xơ cứng hệ thống.
Bosentan gây hại cho thai nhi và phụ nữ mang thai không được dùng thuốc và phụ nữ không được mang thai trong khi dùng thuốc (Mang thai loại X). Nó có thể làm cho các biện pháp tránh thai nội tiết tố không hiệu quả vì vậy các hình thức kiểm soát sinh sản khác phải được sử dụng.
Ở Mỹ, thuốc chỉ có sẵn từ các bác sĩ tuân theo chiến lược đánh giá và giảm thiểu rủi ro do FDA ủy quyền (REMS) liên quan đến rủi ro đối với thai nhi và nguy cơ gây tổn thương gan. Bác sĩ phải ghi nhận thử thai âm tính cho phụ nữ trước khi kê đơn thuốc, tư vấn về biện pháp tránh thai và làm xét nghiệm thai thường xuyên. Vì có nguy cơ cao Bosentan gây tổn thương gan, kế hoạch REMS cũng yêu cầu xét nghiệm trước đối với transaminase tăng cao và xét nghiệm thường xuyên trong khi thuốc đang được sử dụng. Bosentan cũng chống chỉ định ở những bệnh nhân dùng glyburide do tăng nguy cơ tăng men gan và tổn thương gan khi hai chất này được dùng cùng nhau.

## Tác dụng phụ
Ngoài nguy cơ gây dị tật bẩm sinh và tổn thương gan, Bosentan có nguy cơ cao gây phù, tắc tĩnh mạch phổi, giảm số lượng tinh trùng và giảm hemoglobin và hematocrit.
Các tác dụng phụ rất phổ biến (xảy ra ở hơn 10% số người) bao gồm đau đầu, tăng transaminase và phù. Các tác dụng phụ thường gặp (từ 1% đến 10% ở người) bao gồm thiếu máu, giảm huyết sắc tố, phản ứng quá mẫn, viêm da, ngứa, nổi mẩn, đỏ da, đỏ bừng, ngất, tim đập nhanh, huyết áp thấp, nghẹt mũi, bệnh trào ngược dạ dày và tiêu chảy.

## Lịch sử
Bosentan được nghiên cứu về bệnh suy tim trong một thử nghiệm có tên REACH-1 đã bị chấm dứt vào đầu năm 1997 do độc tính ở liều đang được nghiên cứu; kể từ năm 2001, kết quả của thử nghiệm đó đã không được công bố.
Nó đã được phê duyệt cho PAH ở Mỹ vào năm 2001  và ở châu Âu vào năm 2002.
Vào năm 2013, doanh số bán hàng của Bosentan trên toàn thế giới là 1,57 tỷ đô la. Các bằng sáng chế về Bosentan bắt đầu hết hạn vào năm 2015.